# Cristina de Holstein-Gottorp
Cristina de Holstein-Gottorp (Kiel, 12 de abril de 1573-Mariefred, 8 de diciembre de 1625) fue una noble alemana de la Casa de Oldenburgo que fue duquesa consorte de Södermanland a partir de 1592 y reina consorte de Suecia desde 1604, como esposa del rey Carlos IX de Suecia.

## Biografía
Fue la cuarta hija del duque Adolfo de Holstein-Gottorp (fundador de la dinastía Holstein-Gottorp) y de Cristina de Hesse, hija de Felipe el Magnánimo. Su familia era de religión luterana, y tanto Holstein-Gottorp como Hesse fueron duros defensores del protestantismo en Alemania. En un principio, fue pretendida para ser la esposa del príncipe Segismundo Vasa, hijo del rey Juan III de Suecia, pero la educación católica del príncipe sueco —quien aspiraba a convertirse en rey de la católica Polonia— hizo abandonar esa posibilidad de matrimonio.
El 27 de agosto de 1592 se convirtió en la segunda esposa del duque Carlos de Södermanland (posteriormente rey Carlos IX de Suecia), férreo luterano que fungía como regente de Suecia, en oposición a Segismundo Vasa. En 1604, cuando Carlos logró ascender al trono, Cristina se convirtió en la reina consorte de Suecia y sus hijos en los herederos más próximos en la línea de sucesión. La alianza de Carlos y Cristina aseguraba la predominancia del protestantismo en Suecia.
Del matrimonio con Carlos IX nacieron cuatro hijos:
1. Gustavo II Adolfo (1594-1632), rey de Suecia de 1611 a 1632.
2. María Isabel (1596-1618), casada con el duque Juan de Östergötland.
3. Cristina (1598-1599).
4. Carlos Felipe (1601-1622).

| Predecesora: Ana de Habsburgo | Reina consorte de Suecia 1607-1611 | Sucesora: María Leonor de Brandeburgo |

- Datos: Q233496
- Multimedia: Christina of Schleswig-Holstein-Gottorp / Q233496